# Hanford Site

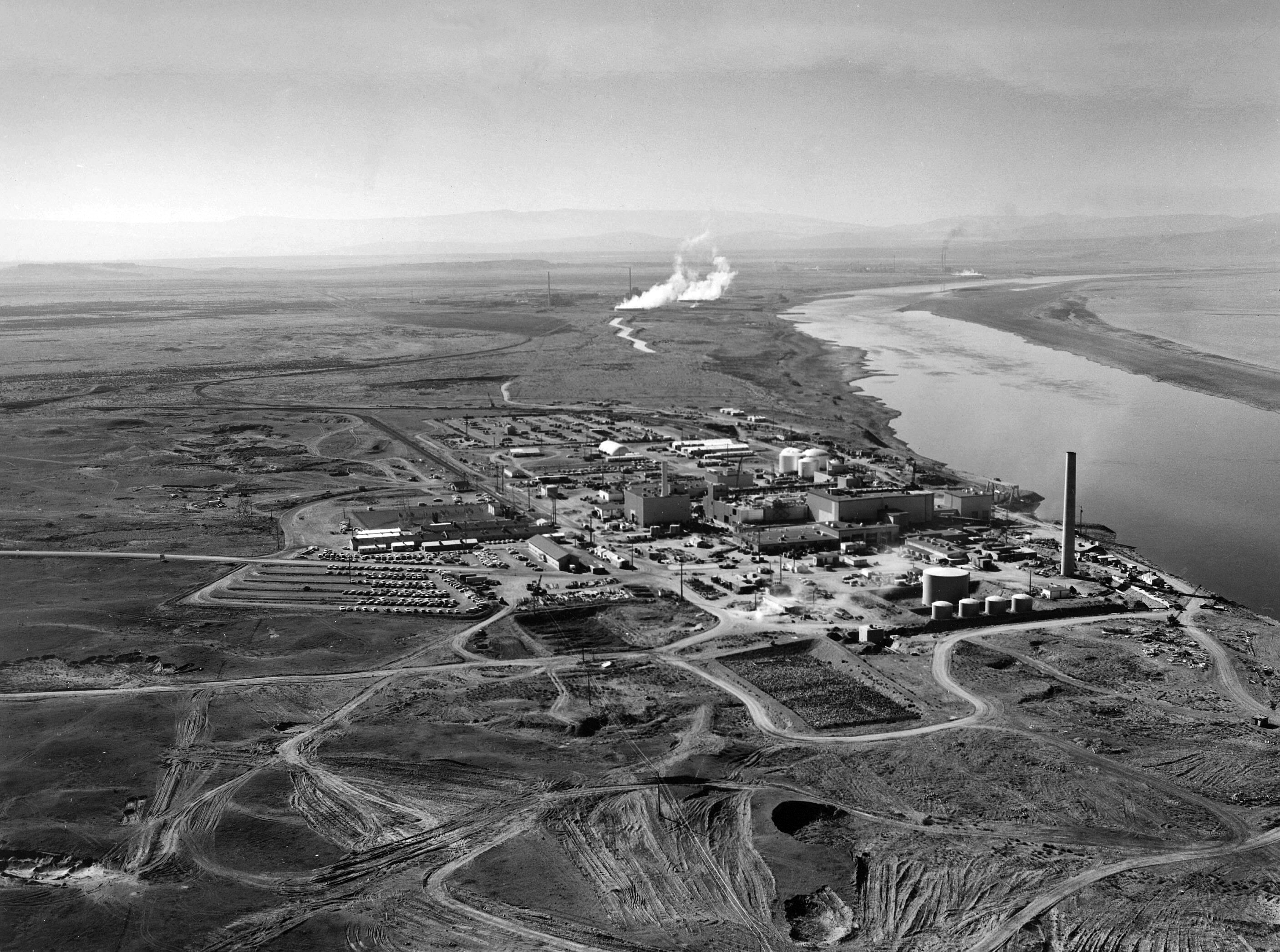
Alcuni reattori nucleari del Hanford Site attorno al fiume Columbia (Gennaio 1960). Il reattore N Reactor si trova in primo piano, ed i reattori gemelli KE e KW immediatamente retrostanti. Il B Reactor, primo reattore al mondo per la produzione di plutonio, è visibile in lontananza.

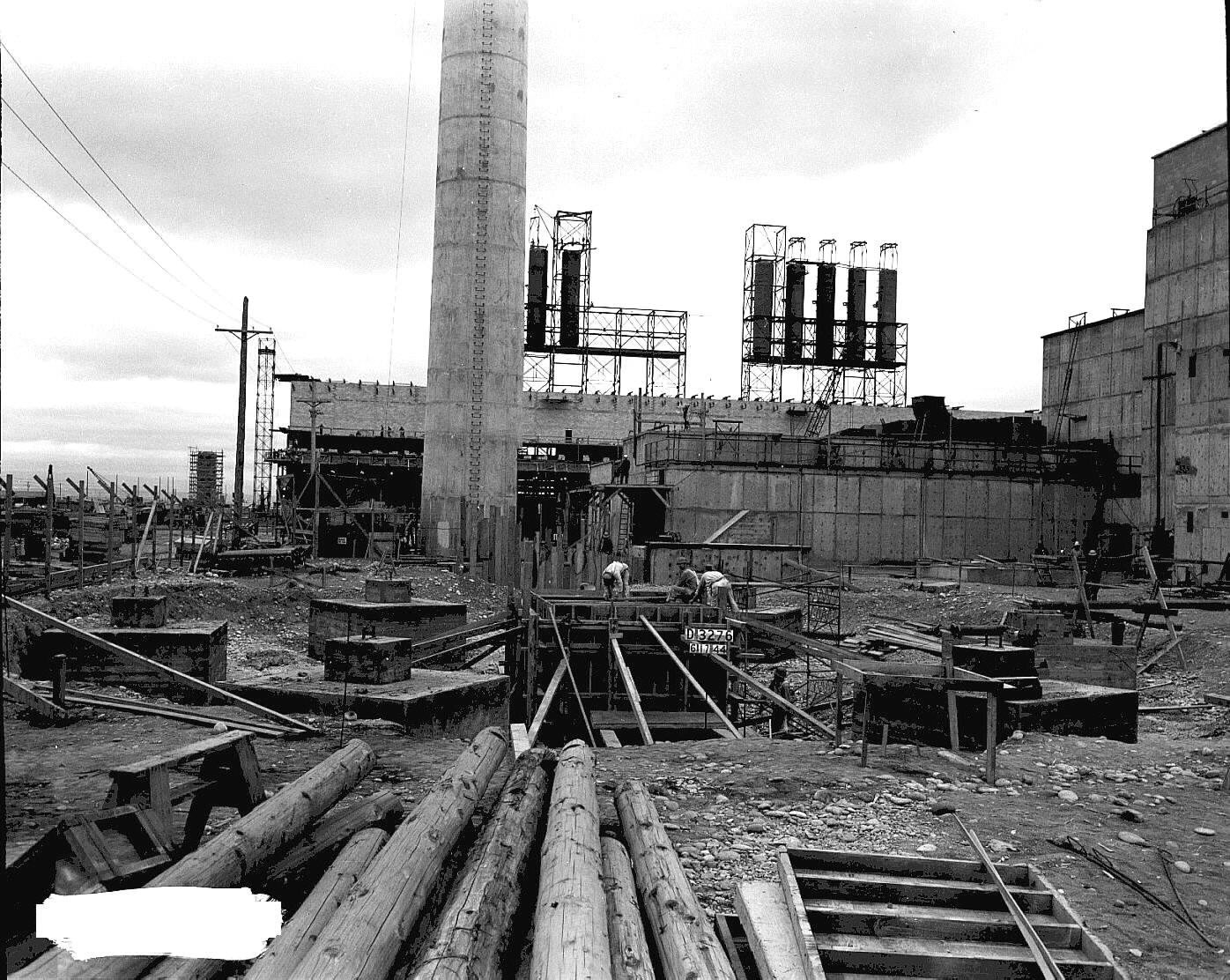
Costruzione del primo reattore nucleare della storia, il "B-Reactor" (1944)

Hanford Site era un impianto nucleare militare statunitense  che si trovava sulle rive del fiume Columbia nello Stato di Washington ed era composto da una serie di stabilimenti per la produzione del plutonio (elemento attinide indispensabile per la costruzione delle moderne armi nucleari), servendosi di reattori nucleari autofertilizzanti e di impianti chimici di raffinazione dello stesso (tramite processo PUREX). Attualmente il sito di Hanford si trova nella fase terminale di smantellamento e viene gestito e operato dal Governo federale degli Stati Uniti d'America.

Il sito è menzionato con molti nomi e acronimi, tra cui Hanford Engineer Works, Hanford Nuclear Reservation (HNR) o Hanford Project. Istituito nel 1943 come parte del Progetto Manhattan nel villaggio di Hanford, nel centro di Washington, il sito ospitava il B-Reactor, il primo reattore nucleare al mondo per la produzione di plutonio per armi su scala industriale. Il plutonio ivi prodotto fu utilizzato come componente fondamentale nel primo test della bomba atomica, noto come Trinity test, e nella seconda bomba atomica "Fat Man" lanciata su Nagasaki, che storicamente contribuì alla resa dell'Impero giapponese e così fino alla fine della seconda guerra mondiale.

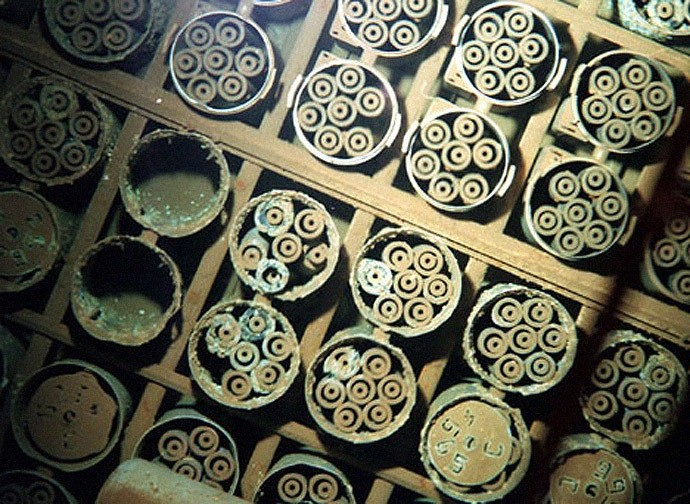
Combustibile nucleare esausto, immagazzinato sott'acqua, che si trova nella piscina K-East Basin di Hanford

## Storia
Durante la Guerra Fredda, il progetto si espanse fino ad includere nove reattori nucleari e cinque massicci complessi per il riprocessamento nucleare, che giunsero a produrre il plutonio per la maggior parte delle 60.000 armi nel Arsenale nucleare degli Stati Uniti d'America. La tecnologia nucleare si sviluppò rapidamente durante questo periodo, e gli scienziati di Hanford raggiunsero notevoli traguardi.
Nonostante questo, molte tra le procedure iniziali di sicurezza e lo smaltimento dei rifiuti nucleari erano del tutto inadeguate. Documenti governativi portati alla luce grazie al Freedom of Information Act hanno confermato che i processi portati avanti a Hanford hanno portato al rilascio di quantità significative di materiali radioattivi nell'atmosfera del luogo e nel fiume Columbia, che ha diffuso i contaminanti fino alla sua foce, inquinando le coste degli Stati di Oregon e Washington, costituendo una minaccia per la salute dei residenti e dell'ecosistema.
I reattori per la produzione di armi vennero smantellati ("decommissioned") verso la fine della Guerra Fredda, lasciando 53 milioni di galloni (204.000m³) di rifiuti radioattivi classificati come di alto livello di pericolosità ("Rifiuti di alto livello") che rimangono nel sito, in parte interrati. Per volume questi rappresentano due terzi dei rifiuti radioattivi di alto livello ("high-level"). Al giorno d'oggi, Hanford è il sito nucleare più contaminato degli Stati Uniti e attualmente è stato designato come il punto dove concentrare il più grande sforzo nazionale di bonifica ambientale. Mentre la maggior parte dei lavori che attualmente si svolgono nel sito sono correlati alla bonifica, Hanford ospita anche un impianto nucleare civile, la Centrale elettronucleare di Columbia, e vari centri per la ricerca scientifica e lo sviluppo come il Pacific Northwest National Laboratory e il LIGO dell'Osservatorio di Hanford.

## Geografia

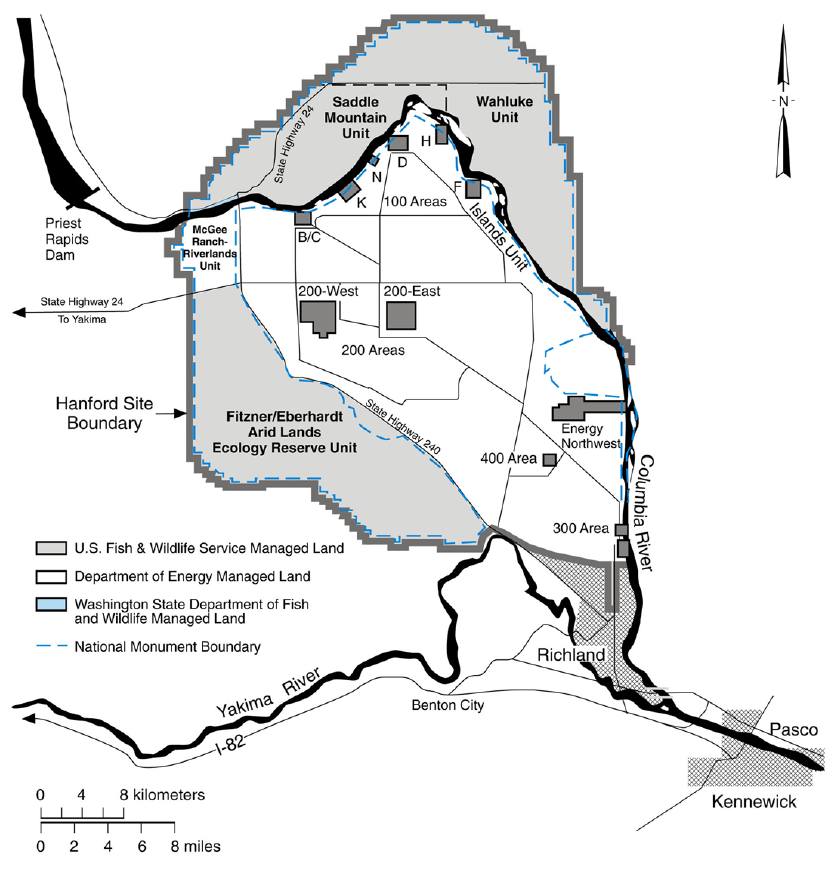
I luoghi principali del Hanford Site e la zona cuscinetto, che fu aggregata al Hanford Reach National Monument nel 2000.

Il Sito di Hanford Site occupa circa 1.518 km² della contea di Benton (con centro localizzato a 46°30′N 119°30′W), quasi equivalenti alla metà dell'area totale dello Stato di Rhode Island. Queste terre sono attualmente disabitate e l'accesso interdetto al pubblico non addetto ai lavori o non prenotato (e autorizzato) per il giro turistico ufficiale. Si tratta di un ambiente con clima steppico, coperto principalmente da vegetazione del tipo macchia/prateria nordamericana con radi arbusti e cespugli. Il fiume Columbia scorre bordeggiando la zona per circa 80 km, delimitando il bordo nord ed est dell'area.
Una parte di queste terre sono state riconsegnate a privati e ospitano campi irrigati. Nel 2000, una buona porzione del sito è stata delegata in favore dello Hanford Reach National Monument.
Il sito era stato diviso funzionalmente in tre aree principali. I reattori nucleari si trovavano lungo il fiume Columbia in un'area designata come "Area 100"; i complessi per la separazione chimica, designati come "Area 200" si trovavano nell'entroterra nei pressi dell'altipiano "Central Plateau"; e alcune strutture di servizio si trovavano nell'angolo sudest di Hanford, designati come "Area 300".
A sud-est il sito confina con la piccola cittadina di Richland, considerata parte delle Tri-Cities, una piccola area metropolitana che include anche Kennewick, Pasco e altri abitati, per complessivi circa 200.000 residenti. Hanford costituisce la principale risorsa economica per queste città.

## Progetto Manhattan
Durante la seconda guerra mondiale, il Comitato S-1 dell'agenzia federale ORDS sponsorizzava le ricerche sul plutonio. La ricerca venne affidata al "Metallurgy Lab" dell'Università di Chicago. A quei tempi il plutonio era un elemento raro che era stato isolato da poco in un laboratorio della Università della California. Questo laboratorio sviluppava il concetto di costruire "pile" di uranio, dove poter avviare la reazione a catena che lo trasmutava in plutonio. Nel 1942 il programma governativo subì una tumultuosa accelerazione, anche grazie alle lettere spedite da scienziati come Enrico Fermi e Albert Einstein, che paventavano i progressi della ricerca atomica fatti dalla Germania nazista.

### Scelta del sito
Nel settembre 1942, lo United States Army Corps of Engineers, nominava a capo del Progetto Manhattan il generale Leslie Groves, incaricandolo della costruzione di impianti industriali per la produzione e raffinamento di plutonio e uranio. Groves concedeva l'appalto alla compagnia DuPont, come principale contrattista per la costruzione del complesso per la produzione di plutonio. DuPont consigliava di collocare l'impianto molto lontano dall'allora esistente impianto per la produzione di uranio localizzato ad Oak Ridge (Tennessee). Il sito ideale veniva descritto da questi criteri:
- Una vasta e remota estensione di terra, possibilmente nel versante dell'Oceano Pacifico.
- Un luogo per la "manifattura di materiali pericolosi" di almeno 400 km quadri (In effetti era 19 km × 26 km)
- Aree per edifici di laboratori localizzate a non meno di 13 km dal più vicino reattore o impianto di separazione
- Nessun abitato con più di 1,000 persone a meno di 36 km dal rettangolo pericoloso
- Non doveva essere a meno di 16 km da alcuna autostrada, strada statale importante, ferrovia o villaggio vicino al quadrato o rettangolo pericoloso
- Una fonte idrica di acque chiare e abbondanti
- Energia da qualche impianto elettrico con grosse capacità di fornitura
- Terreni non cedevoli, capaci di sostenere carichi pesanti.

Nel dicembre 1942, l'assistente di Grooves, Franklin Matthias indica la località di Hanford come "ideale in quasi ogni aspetto", eccetto che per la presenza dei villaggi di White Bluffs e Hanford. Il generale Groves visitava la zona in gennaio e vi stabilì lo "Hanford Engineer Works", nome in codice "Site-W". Il governo federale acquistò la terra velocemente, servendosi della procedura d'esproprio "eminent domain" e deportò 1.500 residenti dagli insediamenti di Hanford, White Bluffs, e altri caseggiati, oltre alla tribù dei Wanapum che occupava l'area.

### Inizia la costruzione
Il gruppo Hanford Engineer Works (HEW) cominciò a smuovere il terreno nel marzo del 1943, avviando immediatamente un progetto di costruzione massiccio e tecnicamente impegnativo. Circa 50.000 operai lavoravano in un campo nei pressi del vecchio villaggio di Hanford, mentre gli amministratori e gli ingegneri vivevano nel villaggio governativo di Richland Village. La costruzione dell'installazione nucleare procedeva rapidamente. Prima della fine della guerra nell'agosto 1945, il gruppo HEW costruì 554 edifici a Hanford, includendo tre reattori nucleari (105-B, 105-D e 105-F) e tre impianti per la separazione e recupero del plutonio (i "canyons" 221-T, 221-B e 221-U), ognuno lungo 250 metri.
Per ricevere i rifiuti radioattivi provenienti dal processo di separazione chimica, il gruppo HEW realizzò le "tank farms", che consistono in 64 serbatoi sotterranei (a parete singola) per le scorie radioattive (denominati 241-B, 241-C, 241-T e 241-U). Il progetto richiese 621 km di strade, 254 km di ferrovie, e quattro sottostazioni elettriche. Il gruppo HEW si servì di 600000 metri cubi di cemento armato e di 36000 tonnellate metriche di acciaio strutturale, investendo 230 milioni di dollari USA tra il 1943 e il 1946.

### Produzione di plutonio
Il reattore "B-Reactor" (105-B) di Hanford è stato il primo reattore nucleare per la produzione di plutonio su vasta scala. Progettato e costruito dalla DuPont, in base a un progetto sperimentale del fisico italiano Enrico Fermi, inizialmente erogava una potenza di 250 megawatt termici. Il reattore era moderato con blocchi di grafite e refrigerato ad acqua. Consisteva di cilindri di grafite per un peso complessivo di 1.100 tonnellate metriche che formavano un blocco di 8.5 m × 11 m, giacenti su di un fianco, ed erano penetrati orizzontalmente attraverso tutta la loro lunghezza, da 2.004 tubi in alluminio. 180 tonnellate di uranio in pile delle dimensioni simili a un rullo di monete da un quarto di dollaro, che erano sigillate all'interno di lattine di alluminio venivano introdotte dentro questi tubi. L'acqua naturale refrigerante (dal fiume Columbia) veniva continuamente pompata attraverso i tubi di alluminio, formando un velo attorno alle pile di uranio, con una portata di circa 1900 litri al secondo (30.000 galloni USA per minuto).

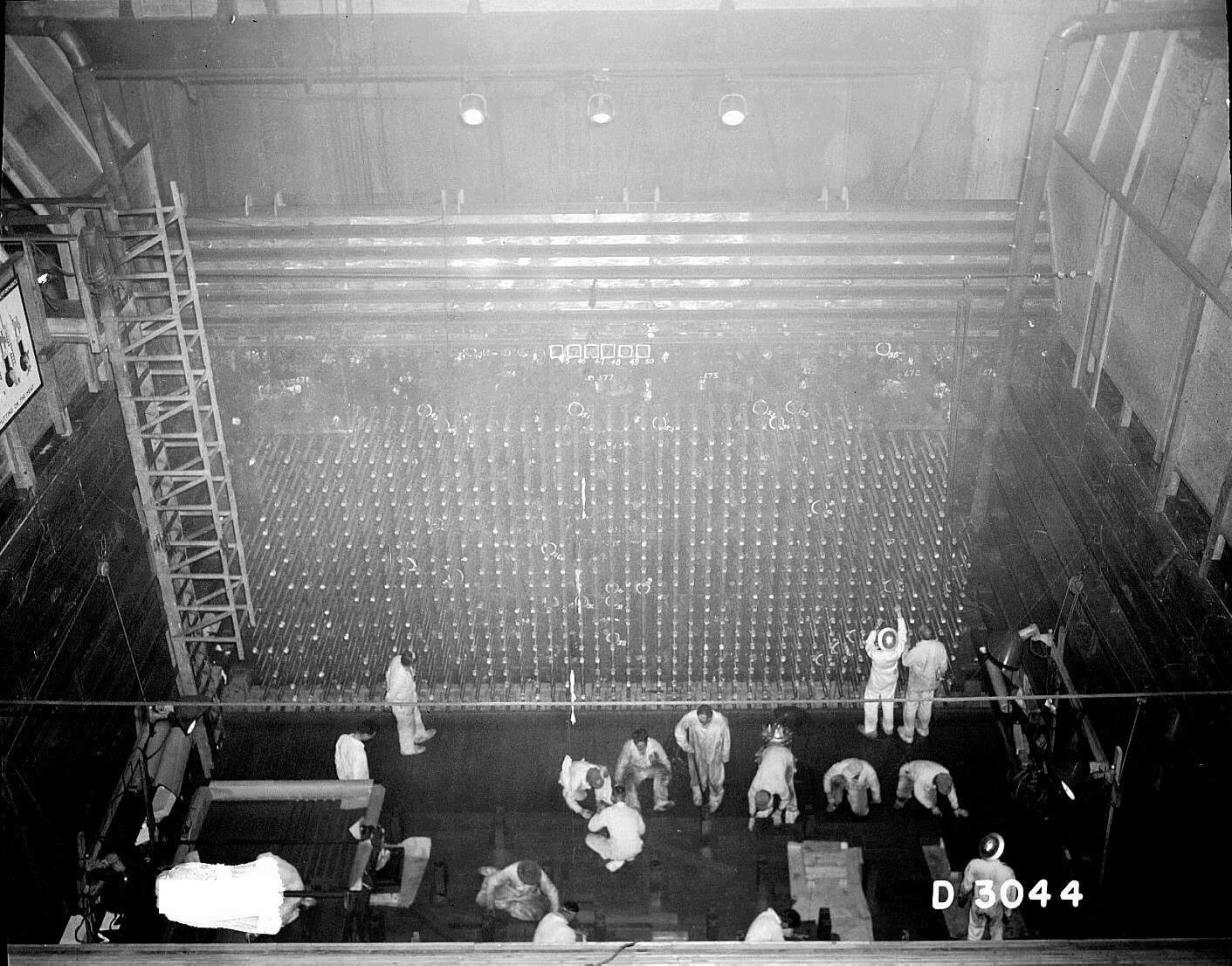
Vista frontale del B-Reactor

La costruzione del reattore "B-Reactor" iniziò nell'agosto 1943 e venne ultimata dopo un anno, il 13 settembre del 1944. Il reattore divenne critico nello stesso mese e dopo il "veleno neutronico", iniziò a produrre plutonio il 6 novembre del 1944. Il plutonio veniva prodotto nei reattori di Hanford tramite l'assorbimento di un neutrone da parte dell'atomo di uranio-238 nella barra di combustibile, formando uranio-239, questo va incontro rapidamente a decadimento beta per formare nettunio-239, che dopo un secondo decadimento beta si trasforma in plutonio-239. I pellet di combustibile irradiati venivano trasportati per ferrovia a tre enormi e lunghi impianti di separazione chimica sotto controllo remoto, denominati i "canyons", che si trovavano a circa 16 km dal reattore. Dopo una serie di processi chimici, la piccola quantità di plutonio prodotta veniva separata dall'uranio rimasto e da altri prodotti residui della fissione. Questo primo stock di plutonio è stato raffinato nell'impianto 221-T dal 26 dicembre del 1944 al 2 febbraio del 1945, e fu consegnato al Los Alamos laboratory del Nuovo Messico il 5 febbraio del 1945.

### Plutonio per il "Trinity test"
I reattori nucleari gemelli D-Reactor ed F-reactor, sono stati accesi rispettivamente nel dicembre del 1944 e nel febbraio del 1945. Verso la fine di aprile 1945, i carichi di plutonio destinati al laboratorio di Los Alamos partivano ogni cinque giorni, e Hanford presto riuscì a fornire sufficiente materiale per le bombe provate nel test di Trinity (Alamogordo) e nel luglio del 1945 per la bomba sganciata sopra Nagasaki. Durante questo periodo, l'intero "Progetto Manhattan" manteneva lo status di "top secret". Fino all'arrivo delle notizie riguardanti il Bombardamento atomico di Hiroshima e Nagasaki, meno del 1% dei lavoratori a Hanford sapevano di stare lavorando attorno a un progetto riguardante le armi nucleari. Il generale Groves scrisse nelle sue memorie che "Abbiamo la certezza che ogni membro del progetto conoscesse approfonditamente il suo compito e la sua mansione nello sforzo complessivo; soltanto quello, e null'altro oltre."

### Innovazioni tecnologiche
Nel breve periodo del Progetto Manhattan, gli ingegneri di Hanford produssero molti progressi tecnologici significativi. Non si sapeva quanto calore avrebbe potuto produrre un reattore nucleare a fissione di scala industriale nella normale operatività. Cercando di sopperire al maggiore margine di errore possibile, gli ingegneri della DuPont installarono un sistema di refrigerazione basato sull'ammoniaca nei reattori D ed F per rendere freddissima l'acqua  del fiume, prima di utilizzarla come refrigeratore del reattore.
Un altro problema che affrontarono gli ingegneri era come gestire la contaminazione radioattiva. Una volta che i "canyons" cominciarono il processamento delle barre irradiate, i macchinari divennero così radioattivi che entrarne in contatto sarebbe stato pericoloso per un essere umano. Gli ingegneri allora dovettero concepire metodi per permettere la sostituzione di parti di ricambio o intere macchine via controllo remoto. Proposero un concetto di celle modulari, che permetteva la rimozione e la sostituzione dei componenti di maggiori dimensioni tramite un operatore che si trovava sulla cabina di comando di una gru, pesantemente schermata. Tra le molte tecnologie che vennero sviluppate a questo scopo possiamo citare il Teflon, usato nelle guarnizioni, e il controllo televisivo a circuito chiuso, usato per fornire all'operatore della gru un migliore controllo del proprio lavoro

### Espansione durante la "Guerra Fredda"
Nel settembre del 1946, la General Electric assunse la gestione degli "Hanford Works" sotto la supervisione della recentemente creata Atomic Energy Commission. Con l'inizio della Guerra fredda gli Stati Uniti affrontarono la minaccia strategica posta dal programma nucleare militare sovietico. Nell'agosto del 1947, la "Hanford Works" annunciava di aver ricevuto stanziamenti per la costruzione di due nuovi reattori per la ricerca e la costruzione di bombe, che lentamente portò allo sviluppo di un nuovo processo di separazione chimica.
Nel dicembre 1949 ebbe luogo la maggiore fuga radioattiva della storia denominata Green Run di Iodio-131, di cui fu data notizia solo nel 1986 e della quale alcuni documenti sono ancora secretati, restano dubbi e cause pendenti sull'eventuale fuoriuscita intenzionale per test di rilevamento dell'uranio verde.
Nel 1963, nel Sito di Hanford funzionavano nove reattori nucleari, nei pressi del fiume Columbia, cinque impianti per il riprocessamento sul pianoro centrale, e più di 900 edifici amministrativi e di supporto, oltre a laboratori radiologici attorno al sito. Modificazioni estese e aggiornamenti vennero fatti ai tre reattori originali della seconda guerra mondiale, e si arrivò a costruire un totale di 177 serbatoi sotterranei per i residui radioattivi della separazione del plutonio. La massima produzione di plutonio di Hanford si ha dal 1956 al 1965. Nei 40 anni di operatività, il centro produsse circa 57 tonnellate di plutonio, per produrre la maggior parte delle 60.000 testate nucleari nell'arsenale USA.

### Smantellamento dei reattori nucleari di Hanford

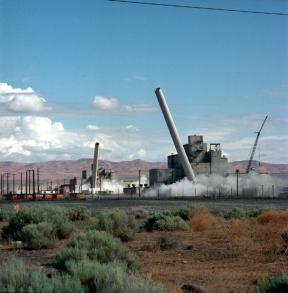
Smantellamento del D-Reactor

Si stima che la maggior parte del plutonio delle 60.000 testate costruite dagli USA nel XX secolo provenga dagli impianti nella piana di Hanford, circondata da montagne, che ospitava reattori nucleari ed impianti PUREX in una remota ed isolata località dello Stato di Washington. Il plutonio 239 e 240 utilizzato nella bomba atomica "Fat Man", lanciato su Nagasaki, proveniva da questo centro.
I reattori nucleari militari per la produzione di plutonio 239 "weapons grade" (atto ad essere utilizzato in bombe atomiche e negli inneschi della bomba termonucleare) sono sotto il controllo diretto del Department of Energy, sottoposti a regole e controlli diversi da quelli civili, che basicamente miravano ad impedire sabotaggi, spionaggio e a migliorare l'efficienza nella produzione di plutonio e trizio. Anche se inquinanti erano accettabili (anche grazie al segreto militare) in quanto i nove reattori e i tre impianti PUREX si trovano in un'area semi-desertica, fredda e poco popolata dell'estremo nordovest degli USA.
In effetti si tratta di reattori derivati dalla prima "pila atomica", progettata da Enrico Fermi e costruita al di sotto di uno stadio di Chicago. Sono reattori formati da numerosi blocchi cilindrici di grafite, che agisce da moderatore, con all'interno un complesso tubo in alluminio per contenere le barre con il combustibile (diossido di uranio arricchito), coassiale ad una tubatura che veicolava un imponente flusso d'acqua naturale. I primi reattori erano molto primitivi, non disponevano di un circuito primario chiuso, ma attraverso il core del reattore passava l'acqua del fiume Columbia, che in seguito veniva scaricata nello stesso fiume, dopo un breve periodo di decantazione, con grave inquinamento dell'imponente risorsa idrica.
Dal 2008 nell'area denominata Hanford-300 si stanno dissotterrando fusti in acciaio, che contengono materiali residui della lavorazione del combustibile nucleare immersi in petrolio, per poterli smaltire in modo più moderno, tramite la vetrificazione. Tra questi materiali si citano spesso l'ossido d'uranio, zircaloy per il rivestimento dei pellet, e anche uranio metallico, radioattivo ed estremamente infiammabile.
| Località                                                                | Tipo di reattore                                                          | Vita operativa                                                    | Stato dello smantellamento                                                      |
| ----------------------------------------------------------------------- | ------------------------------------------------------------------------- | ----------------------------------------------------------------- | ------------------------------------------------------------------------------- |
| Hanford Site B-Reactor                                                  | Acqua-Grafite 250 MWt (1° reattore nucleare degli USA)                    | 24 anni (1944-1968)                                               | In corso - Attualmente in "Interim Safe Mode" (grafite radioattiva NON rimossa) |
| Hanford Site Reactors: D, F, H, DR, C                                   | Acqua-Grafite 5 x 250-650 MWt (2°, 3°, 4°, 5° e 6° reattore militare USA) | ~22 anni (1944-1969)                                              | Tombamento attività conclusa nel 2005                                           |
| Hanford Site Reactors: K-West, K-East                                   | Acqua-Grafite 2 x 1800 MWt (7° e 8° reattore militare USA)                | ~15 anni (1955-1971)                                              | Tombamento attività conclusa nel 2005                                           |
| Hanford Site N-Reactor doppia funzionalità (simile a RBMK di Chernobyl) | Acqua-Grafite 4000 MWt (9° reattore militare USA)                         | 24 anni (1963-1987) (Chiuso in seguito a critiche dopo Chernobyl) | Immagazzinamento del materiale contaminato                                      |

La maggior parte dei reattori è stata disattivata tra il 1964 e il 1971, con una vita media per reattore di 22 anni. L'ultimo reattore, noto come "N-reactor", continuò a funzionare fino al 1987, come un reattore a doppia funzione, essendo sia un reattore di potenza in grado di alimentare la Washington Public Power Supply System (WPPSS), sia un reattore utilizzabile per la fabbricazione di plutonio. Da allora, la maggior parte dei reattori di Hanford sono stati interrati per consentire il decadimento dei materiali, e le strutture circostanti sono state rimosse e sepolte. Il B-Reactor non è stato smantellato e rimane aperto alla visita dei turisti in tour guidati occasionali. Viene elencato dallo National Register of Historic Places sin dal 1992, e alcuni storici propongono la trasformazione in museo. Il B-reactor venne dichiarato National Historic Landmark dal National Park Service il 19 agosto del 2008.
| Nome del reattore | Data di attivazione | Data di chiusura | Potenza iniziale (MWt) | Potenza finale (MWt) |
| ----------------- | ------------------- | ---------------- | ---------------------- | -------------------- |
| B-Reactor         | settembre 1944      | febbraio 1968    | 250                    | 2210                 |
| D-Reactor         | dicembre 1944       | giugno 1967      | 250                    | 2165                 |
| F-Reactor         | febbraio 1945       | giugno 1965      | 250                    | 2040                 |
| H-Reactor         | ottobre 1949        | aprile 1965      | 400                    | 2140                 |
| DR-Reactor        | ottobre 1950        | dicembre 1964    | 250                    | 2015                 |
| C-Reactor         | novembre 1952       | aprile 1969      | 650                    | 2500                 |
| KW-Reactor        | gennaio 1955        | febbraio 1970    | 1800                   | 4400                 |
| KE-Reactor        | aprile 1955         | gennaio 1971     | 1800                   | 4400                 |
| N-Reactor         | dicembre 1963       | gennaio 1987     | 4000                   | 4000                 |

## Hanford al giorno d'oggi

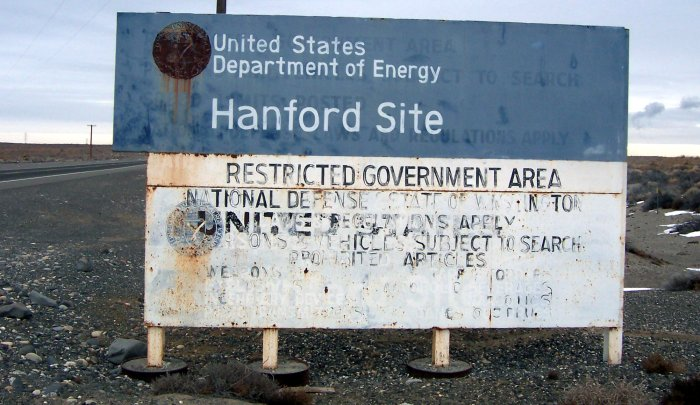
Segnale autostradale su una via d'accesso al recinto di Hanford Site

Nel 1977 il DOE assunse il controllo del Hanford Site. Anche se non si esegue più l'arricchimento dell'uranio, la sua trasmutazione in plutonio e la separazione chimica di questo, è rimasto un marchio indelebile sull'area delle Tri-Cities. Dalla II guerra mondiale la zona è diventata una "Atomic Frontier", e in seguito un centro di sviluppo e ricerca del complesso nuclear-industriale. Decadi di investimenti federali hanno creato una comunità di scienziati e ingegneri altamente qualificati.
Tra le strutture presenti attualmente nel Hanford Site vi sono:
- Il Pacific Northwest National Laboratory, del DOE, operato dal Battelle Memorial Institute
- Il Fast Flux Test Facility (FFTF), un reattore di ricerca a neutroni veloci in funzione dal 1980 al 1992)
- L'interferometro laser LIGO dell'Osservatorio di Hanford, utilizzato nella ricerca delle onde gravitazionali.
- La Centrale nucleare di Columbia, una centrale nucleare operata dalla Energy Northwest.

### Turismo sul sito
Secondo il sito web dello Department of Energy, si eseguono visite turistiche guidate agli impianti di Hanford. Le date da prenotare sono pubblicate sul sito e sono riservate ai cittadini americani. Si pensa che i tour possano portare fino a 2.000 persone al sito. Molti luoghi, includendo il primo reattore "Reactor-B" sono previsti nel giro turistico.

## Impatto ambientale

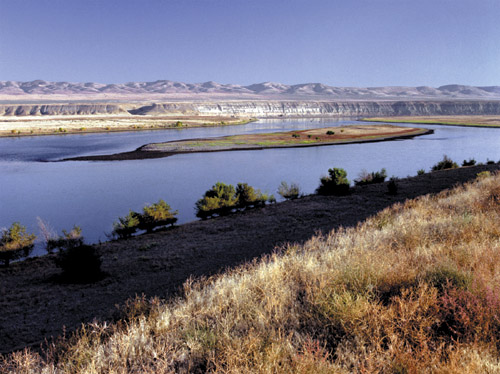
Zona "Hanford Reach" del fiume Columbia, dove fu rilasciata radioattività dal 1944 al 1971

Era richiesto un enorme volume d'acqua dal fiume Columbia per dissipare il calore prodotto dai reattori nucleari di Hanford. Dal 1944 al 1971, si prelevava acqua di refrigerazione dal fiume che dopo un trattamento per renderla utilizzabile nel reattore, tornava al fiume previa decantazione in bacino per la durata di sei ore. Gli isotopi a lunga vita non perdevano la loro radioattività in seguito a decantazione, e dunque vennero rilasciati diversi tera-Becquerel giornalieri. Nel 1957, gli 8 reattori per la produzione di plutonio di Hanford scaricarono circa 50.000 curie (1.900 TBq) al giorno di materiale radioattivo nel fiume Columbia. Questi rilasci di radiazione sono stati mantenuti segreti dal governo federale americano. Un certo inquinamento radioattivo è stato misurato a valle, nelle coste del Oceano Pacifico degli Stati dell'Oregon e di Washington.

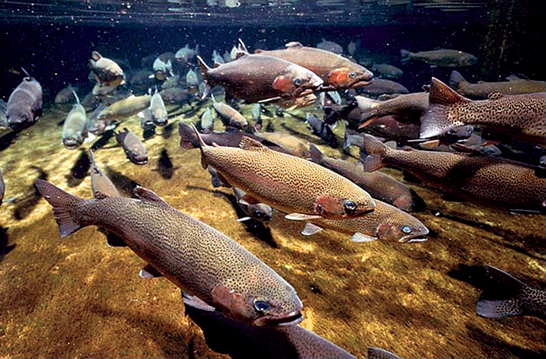
Un salmone mentre nuota nello "Hanford Reach" nei pressi del H-Reactor

Sin dagli anni sessanta, scienziati dello U.S. Public Health Service iniziarono a pubblicare rapporti sulla radioattività rilasciata da Hanford, e vi furono proteste ufficiali dei dipartimenti di salute pubblica dell'Oregon e dello Stato di Washington. Nel febbraio del 1986, pressioni dei cittadini forzarono il Department a pubblicare 19.000 pagine di documenti storici sulle attività di Hanford precedentemente secretate.
Il Dipartimento di Salute dello Stato di Washington collaborò con l'ente HHIN (Hanford Health Information Network), creato dai cittadini per pubblicare dati circa gli effetti delle operazioni a Hanford. I rapporti del HHIN conclusero che i residenti che vivono sottovento a Hanford o che hanno utilizzato le acque del Columbia a valle del reattore vennero esposti a elevate dosi di radiazione che li collocano in una classe di aumentato rischio per vari tipi di cancro e altre malattie. Venne intrapresa una class-action da parte di 2000 cittadini a sud di Hanford, che fecero causa al governo federale. Questa causa è rimasta bloccata nelle varie corti per molti anni. Le prime sei istanze ("plaintiffs") vennero portate in tribunale nel 2005, in un processo "bellwether" utilizzato per testare gli aspetti legali applicate alle restanti istanze.

## Era della bonifica
Nel 1989, il Washington Department of Ecology, l'E.P.A. del governo federale, e il Department of Energy accettarono l'accordo "Tri-Party Agreement", che forniva l'ambito legale per un discreto risanamento ambientale della piana di Hanford. Attualmente queste agenzie sono impegnate nella maggiore opera di bonifica ambientale nel mondo, che pone molte sfide dovute al fatto che si sovrappongono problemi tecnici, politici, di regolamenti, e interessi culturali. Lo sforzo della bonifica si focalizza su tre obiettivi: restituire il corridoio del Columbia ad altri usi, convertire l'altopiano centrale in un luogo di stoccaggio e di trattamento delle scorie nucleari a lungo termine, e preparare il sito per usi futuri. Lo sforzo di bonifica è gestito dal Department of Energy sotto la supervisione degli altri due enti regolatori. Un consiglio guidato dai cittadini fornisce indicazioni e impartisce direttive ai possidenti e alle entità della comunità, includendo i governi locale e statale, le imprese, e le tribù dei Nativi americani.
In anni recenti, il governo federale ha speso circa 2  miliardi di dollari annui sul progetto Hanford. Circa 11.000 lavoratori oggi si trovano nel sito per consolidarlo, bonificarlo, e mitigare le radiazioni delle scorie, degli edifici contaminati, e del suolo contaminato. In principio era previsto di completare l'opera in 30 anni, ma nel 2008 l'opera di bonifica non aveva raggiunto neanche la metà dei suoi traguardi.
Mentre i principali eventi di fughe e il rilascio deliberato di gas, liquidi e di altri materiali radioattivi terminò con lo spegnimento dell'ultimo reattore negli anni settanta, molte aree del Hanford Site restano pesantemente contaminate. Molti tra i rifiuti radioattivi più pericolosi sono in contenimento, ma esistono gravi preoccupazioni circa una massa di acqua freatica che lentamente si dirige verso il fiume Columbia. Esistono anche preoccupazioni concernenti la salute dei lavoratori della bonifica.
La sfida più significativa di Hanford è quella di stabilizzare i 204.000 m³ di scorie ad alto livello radioattivo immagazzinate in 177 serbatoi sotterranei. Circa un terzo di questi serbatoi ha cominciato a perdere liquidi altamente inquinanti nel suolo e nell'acqua della falda freatica. Nel 2008, la maggior parte delle scorie liquide è stata trasferita a serbatoi più sicuri a doppio contenitore; comunque 10.600 m³) di liquidi, assieme a 100.000 m³ di "salt cake" (ossido di uranio mescolato con altri attinidi) e fanghi, rimangono nei serbatoi a singola parete. Era programmato di rimuovere le scorie nel 2018, ma attualmente la data per la decontaminazione definitiva è stata spostata al 2040. I vicini corpi acquiferi contengono circa 1 miliardo di m³ di acqua contaminata, risultante dalle infiltrazioni radioattive. Nel 2008 vi erano 4.000 m³ di scorie altamente radioattive che si stavano lentamente spostando attraverso le acque freatiche verso il fiume Columbia. Si prevede che questi contaminanti riusciranno a raggiungere il letto del fiume in un tempo tra i 12 e i 50 anni se l'opera di bonifica non dovesse procedere secondo il programma. Il sito include anche 710.000 m³ di scorie radioattive solide.
Sotto il "Tri-Party Agreement", le scorie di basso livello radioattivo sono sotterrate in grosse fosse allineate che verranno sigillate e sorvegliate per molti anni. Il plutonio e altre scorie ad alto livello radioattivo costituiscono un problema più difficile, che continua ad essere soggetto di un intenso dibattito. Ad esempio, il plutonio ha una emivita radioattiva di 24.100 anni, e devono trascorrere almeno 10 emivite (210.000 anni) prima di poter considerare sicuro un campione. Il Department of Energy sta costruendo un impianto di vetrificazione nel sito di Hanford. La vetrificazione è un metodo progettato per inglobare queste pericolose scorie all'interno di spesse capsule vetrose per renderle stabili e inerti chimicamente. La ditta Bechtel, con base a San Francisco, dal 2001 sta costruendo l'impianto di vetrificazione, che si stima possa costare circa 12 miliardi di dollari. Si prevede che l'impianto possa cominciare ad operare nel 2019 e si stima che la vetrificazione venga completata nel 2047. Inizialmente si prevedeva di aprire l'impianto nel 2011, completando la vetrificazione nel 2028.

### Decommissioning del Plutonium Recycle Test Reactor
Ad inizio 2011 è stata sollevata la cupola di uno della decina di reattori del sito. Questo edificio era il Plutonium Recycle Test Reactor, utilizzato per lo sviluppo commerciale dei combustibili nucleari. La cupola sarà tagliata in piccoli pezzi e trasportata in un impianto di smaltimento a Hanford. Essa sarà affiancata il prossimo anno dalle pareti dell'edificio e dai resti del reattore stesso, che sono ai livelli più bassi del palazzo. Complessivamente, la demolizione e lo smaltimento dell'edificio 309 costerà circa 11 milioni $ e si completa nel 2013.

### Perdita di liquidi radioattivi dai depositi di scorie
Nel febbraio 2013 si è riscontrata una perdita di radioattività da 6 dei 177 serbatoi contenenti scorie radioattive pericolose. Tali serbatoi, progettati per una durata di 20 anni, hanno ampiamente superato la loro vita prevista ed in questo momento rappresentano potenzialmente un grave pericolo per la popolazione. Per la manutenzione del sito l'amministrazione americana spende già oggi oltre 2 miliardi di dollari l'anno.

### Crollo di un tunnel di deposito
Il 9 maggio 2017 è crollata una sezione di circa 20 metri di un tunnel, lungo centinaia di metri, usato per il deposito di materiali contaminati. Il tunnel collassato si trova vicino alla Plutonium Uranium Extraction Facility (PUREX), nel centro del sito, nell'area denominata Hanford-200. Il tunnel ospita 28 carri ferroviari riempiti di materiale radioattivo. È stata disposta l'evacuazione dei circa tremila lavoratori impegnati nelle immediate vicinanze, ma non sono state segnalate perdite radioattive, e nessuno dei novemila lavoratori dell'impianto risulta in qualche modo coinvolto nell'incidente.

## Foto storiche

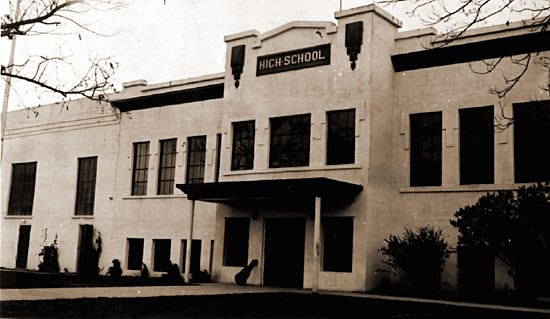
La Hanford High, rappresentata prima del trasferimento dei residenti in seguito alla creazione del Hanford Site
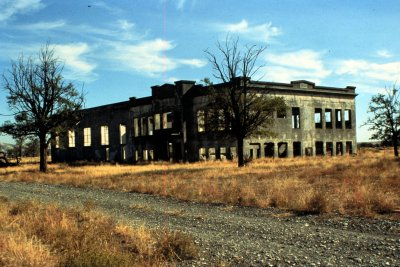
La Hanford High dopo l'abbandono
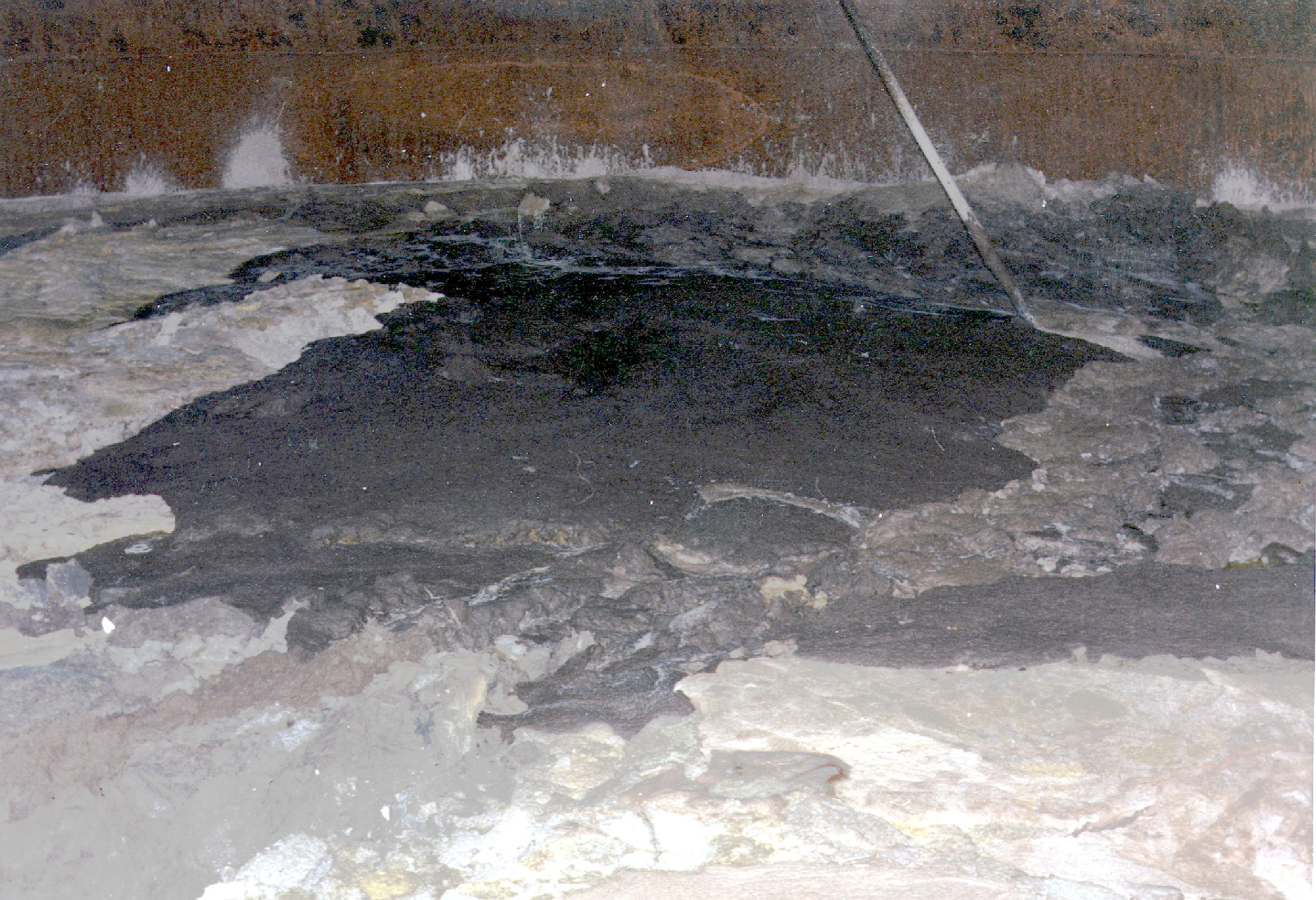
Immagine della superficie delle scorie all'interno di un contenitore a doppia parete 101-SY nel Hanford Site, aprile 1989
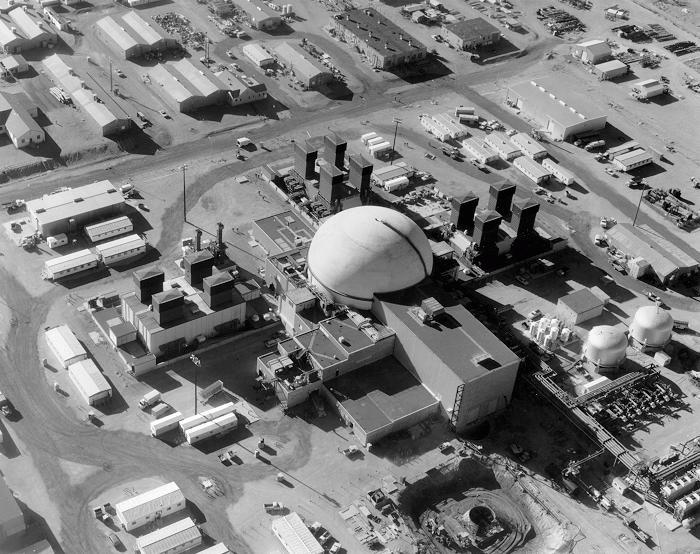
La Fast Flux Test Facility

### Filmografia
- Hanford (USA 2013, col., 58') - documentario sulla storia degli impianti e della città segreta nello stato di Washington dal suo concepimento nel 1942 alle attuali bonifiche, di Nadine Jelsing, prodotto da Oregon Public Broadcasting e Oregon Historical Society nel 2013 (versione in italiano Hanford Costruzione della bomba, periodicamente trasmessa da RaiStoria)